# Ludwigslust-Land
Ludwigslust-Land és un amt o mancomunitat de dotze municipis a l'estat federat d'Alemanya de Mecklemburg-Pomerània Occidental, i un dels quinze amts que compta el districte de Ludwigslust-Parchim. La seu administrativa és a la ciutat de Ludwigslust, que ella mateixa no pertany pas a la mancomunitat.
A la fi del 2013 tenia 8357 habitants a una superfície de 273,53 quilòmetres quadrats. La població continua minvant, el 2007 l'amt tenia encara 9076 habitants (- 4,5%).
El conjunt va ser creat el 1991 i mancomuna la major part dels serveis municipals, difícils d'administrar pels municipis individuals, que són petites entitats rurals disperses de 300 a 800 habitants, excepte Rastow, el més gros amb 1879 habitants. Els municipis mantenen una certa autonomia i elegeixen sengles burgmestres. Aquests exerceixen el càrrec de manera honorífica i són ex officio membres del consell de la mancomunitat, que n'és l'òrgan de govern.

## Municipis i nuclis
- Alt Krenzlin amb Klein Krams, Krenzliner Hütte, Loosen i Neu Krenzlin
- Bresegard bei Eldena
- Göhlen
- Gross Laasch
- Leussow amb Kavelmoor
- Lübesse amb Ortkrug i Hasenhäge
- Lüblow amb Neu Lüblow
- Rastow amb Fahrbinde i Kraak
- Sülstorf amb Boldela i Sülte
- Uelitz
- Warlow
- Wöbbelin amb Dreenkrögen